# Калашников, Андрей Геннадьевич
Андре́й Генна́дьевич Кала́шников (15 июля 1970, Краснодар, РСФСР, СССР) — советский и российский футболист, полузащитник.

## Карьера
В 1988 году провёл 2 матча за майкопскую «Дружбу». С 1989 по 1991 год выступал за белореченский «Химик», в 110 встречах забил 22 гола.
С 1992 по 1993 год защищал цвета «Закарпатья», в 62 матчах забил 7 мячей.
С 1994 по 1996 год играл за «Кубань», провёл 45 встреч и забил 2 гола за основной состав, и ещё принял участие в 3 поединках в составе команды «Кубань-2» в третьей лиге.
Завершал сезон 1996 года в тимашевском «Изумруде», в 20 матчах отметился 4 мячами. С 1997 по 1998 год был в составе бельцкой «Ромы», сыграл 1 встречу в Высшей лиге Молдавии. В сезоне 1999 года снова защищал цвета «Кубани», в 18 матчах забил 1 гол.
Сезон 2000 года провёл в павлодарском «Иртыше», в составе которого дебютировал в Высшей лиге Казахстана, где сыграл 7 встреч. Вместе с командой стал бронзовым призёром чемпионата. В 2001 году выступал за «Актобе-Ленто», провёл 6 матчей.
После завершения карьеры профессионального футболиста продолжил выступать на любительском уровне, играл за команду ветеранов ФК «Кубань».

## Достижения
- Бронзовый призёр чемпионата Казахстана: 2000